# 林承緯
林承緯（1977年—），民俗學者。
學術專長為民俗學、民藝美學、傳統藝術。以臺灣、日本為調查區域，進行宗教造型、祭典儀禮、文化資產、生活技術等傳承文化之研究。同時也著力於民俗學方法論及現代民俗學理論建構等工作。

## 略歷
國立台北藝術大學教授兼文化資源學院院長（2019-2025）,國立台北藝術大學傳統藝術研究所專任助理教授（2009-2011）、國立台北藝術大學建築與文化資產研究所專任助理教授（2011-2013）、國立台灣師範大學美術學系兼任副教授、東吳大學歷史學系兼任副教授、台灣文化資產學會秘書長、中華民國內政部臺灣宗教百景評選委員，台北市政府傳統藝術、民俗及有關文物審議委員會委員。

## 著作

### 專著
- 《宗教造型與民俗傳承：日治時期在臺日人的庶民信仰世界》，台北：藝術家出版社。2012年 ISBN 9789862820827
- 《就是要幸福：台灣的吉祥文化》，台北：五南出版。2014年 ISBN 9789571176413
- 《金瓜石神社與山神祭》 （页面存档备份，存于）[9][10]，新北：新北市立黃金博物館。2014年 ISBN 9789860426878
- 《信仰的開花：日本祭典導覽》，新北：遠足文化。2017年 ISBN 9879869500661
- 《台灣民俗學的建構：行為傳承、信仰傳承、文化資產》，台北：玉山社。2018年 ISBN 9789862941973

### 編著、共著
- 《台灣神社獨木大鼓研究》，台北：國立台灣博物館。2008年 ISBN 9789860162851
- 《近代工芸運動とデザイン》[11]デザイン史フォーラム　編，京都：思文閣。2008年 ISBN 978-4-7842-1438-9
- 《殯葬會場規劃與設計》，台北：國立空中大學。2015年 ISBN 978-957-6619984
- 《關渡宮文化叢書【神像篇－造像之美】》[12]，台北：財團法人台北市關渡宮。2015年 ISBN 978-986-9236942
- 《民俗文化資產在臺北：請關渡媽、跳鍾馗、艋舺龍山寺中元盂蘭盆勝會》，台北：台北市立文獻館。2017年 ISBN 978-986-05-2100-9

## 外部連結
- 國立臺北藝術大學 （页面存档备份，存于）
- 北藝大林承緯民俗學研究室 （页面存档备份，存于）